# Brocken
Il Brocken /ˈbʀɔkən/ (o Blocksberg /ˈblɔksˌbɛɐ̯k/ ) è la più alta vetta (1 142 metri) delle montagne dell'Harz, in Germania, comprese tra i fiumi Weser ed Elba, situata nel territorio comunale di Wernigerode. Nonostante la sua bassa altezza, tende ad essere coperto dalla neve da settembre a maggio, e foschia e nebbia lo avvolgono per quasi 300 giorni all'anno. Il suo microclima ricorda quello di montagne prossime ai 2 000 metri di altezza.
Il picco, nelle leggende locali, ha una lunga storia di associazioni con le streghe e il diavolo, che risalgono a ben prima che la montagna venisse menzionata nel Faust.
Oggi il Brocken forma parte di un parco nazionale, ed ospita uno storico giardino botanico di piante di montagna, fondato nel 1890. Un treno a vapore a scartamento ridotto porta i turisti da Wernigerode alla stazione sulla cima. La montagna presenta inoltre numerosi percorsi per escursioni.
Le stazioni radio e televisive fanno grande uso del Brocken. La vecchia torre televisiva ha una piattaforma di osservazione aperto ai turisti.

## Storia del XX secolo

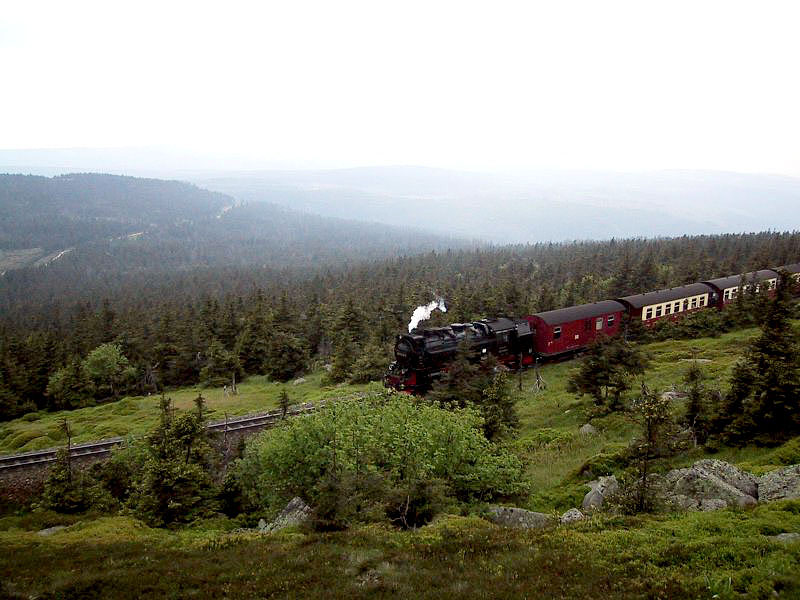
La ferrovia del Brocken, che arriva direttamente sulla cima del monte.

Su questa montagna, nel 1935, venne costruita la prima torre televisiva del mondo; iniziò trasmettendo il "Deutsche Reichspost". Portò la prima trasmissione televisiva delle Olimpiadi, della IX Olimpiade di Berlino 1936. La torre continuò a funzionare fino al settembre 1939, quando le autorità sospesero le trasmissioni allo scoppiare della II guerra mondiale.
Le forze alleate bombardarono il Brocken il 17 aprile 1945, distruggendo l'Hotel Brocken e la stazione meteorologica, ma non la torre televisiva. Le forze statunitensi usarono l'installazione dal 1945 al 1947. Prima che gli americani lasciassero il Brocken nel 1947, misero fuori uso la ricostruita stazione meteorologica e la torre televisiva.
Tra il 1973 e il 1976 una nuova e moderna torre televisiva venne costruita per il secondo canale della televisione della RDT. Oggi la torre è usata dalla seconda stazione televisiva tedesca (Zweites Deutsches Fernsehen or ZDF).
Dal 1957 il Brocken ha costituito una zona di sicurezza, e dopo la costruzione del Muro di Berlino, cominciata il 13 agosto 1961, le autorità della Germania Est lo designarono come area di alta sicurezza militare e lo tramutarono in una fortezza. A causa della sua elevata altitudine, la stazione serviva anche per spiare le trasmissioni dell'area circostante. Le truppe di confine si acquartierarono nella stazione ferroviaria del Brocken, e l'Armata Rossa dell'Unione Sovietica usò gran parte del suo territorio. La Stasi (la polizia segreta della Germania Est) usò la torre televisiva fino al 1985, quando si spostò in un nuovo edificio, oggi divenuto museo. Per sigillare l'area, l'intero plateau del Brocken venne circondato da un muro in cemento armato, composto da 2 318 sezioni, ognuna di 2,4 tonnellate di peso e di 1,60 m di altezza. Il muro da allora è stato smantellato, così come le caserme dei sovietici e le cupole dei loro punti di ascolto.

## Lo spettro del Brocken o arco del Brocken

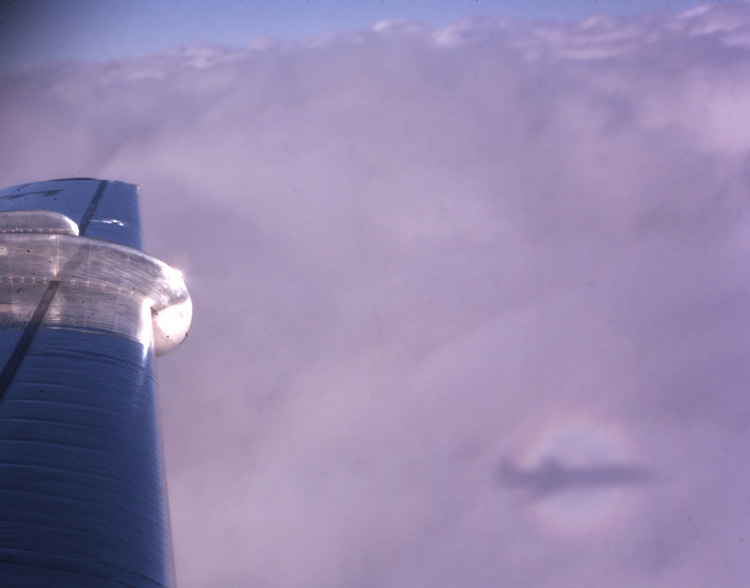
Lo Spettro di Brocken di un Caravelle, fotografato da un'altezza di 10700 metri sulla Francia. Un arcobaleno circolare circonda l'ombra dell'aereo. L'ala del Caravelle appare sulla sinistra.

Una strana apparizione ha occasionalmente spaventato gli scalatori sul Brocken: una torreggiante figura ombrosa si profila minacciosa nella foschia, con la testa circondata da anelli con i colori dell'arcobaleno.
Questo spettro del Brocken appare quando il sole splende da un punto più basso dietro ad uno scalatore che guarda da una cresta o da un picco, nella foschia. La luce proietta l'ombra dello scalatore sulla foschia, spesso con una strana forma triangolare dovuta alla prospettiva. Lo spettro appare così grande perché la foschia oscura i punti di riferimento con i quali un osservatore può giudicare le dimensioni, e perché l'ombra si stende su goccioline d'acqua poste a distanza variabile dall'occhio, confondendo la percezione della profondità. Il "fantasma" può sembrare muoversi (talvolta abbastanza rapidamente) a causa dei movimenti dello strato di foschia. Il bagliore e gli anelli costituiscono una "gloria", un fenomeno circolare simile ad un arcobaleno, centrato in posizione direttamente opposta al sole.
Questo tipo di "spettro" può apparire su qualsiasi fianco di montagna coperto dalla foschia (o anche da un aereo), ma le frequenti nebbie e l'accessibilità del Brocken hanno creato una leggenda locale.

## Citazioni letterarie

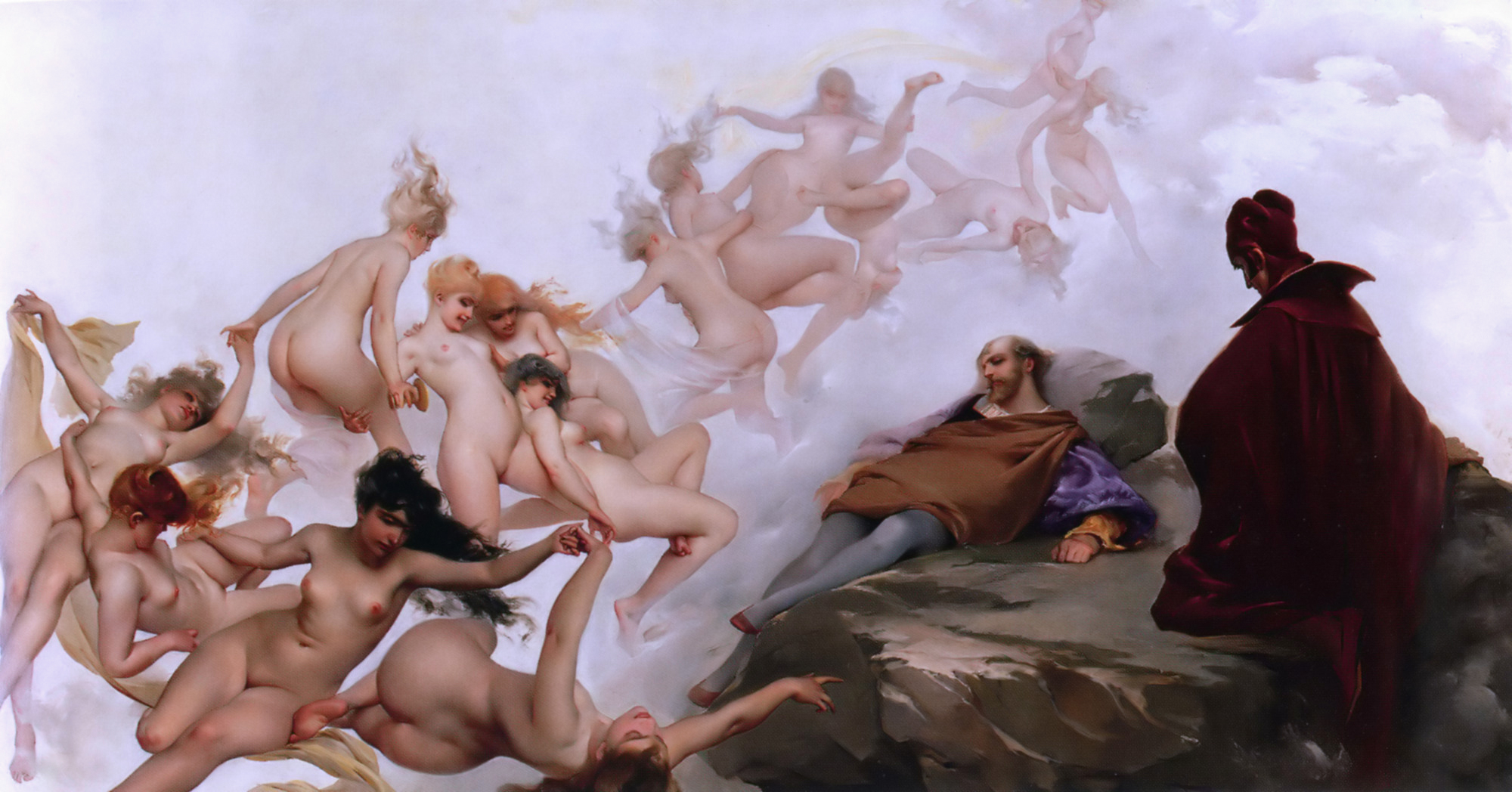
La Visione di Faust nella notte di Valpurga sul monte Blocksberg, dipinto di Luis Ricardo Falero (1880)

Goethe descrisse il Brocken nel suo Faust (scritto nel 1808) come il centro della baldoria delle streghe nella Notte di Valpurga (30 aprile; vigilia del giorno di Santa Valpurga).
Goethe potrebbe essersi ispirato a due formazioni rocciose sulla cima della montagna, il Teufelskanzel (Pulpito del Diavolo) e l'Hexenaltar (Altare delle Streghe).
Un altro famoso visitatore del Brocken, lo scrittore Heinrich Heine, scrisse il libro Harzreise ("Viaggio nello Harz", pubblicato nel 1826). Egli dice: "La montagna in qualche modo appare così germanicamente stoica, così comprensiva, così tollerante, solo perché permette una così alta e ampia e chiara. E dovesse una tale montagna aprire i suoi giganteschi occhi, potrebbe ben veder più di quanto possiamo noi, che come nani la calpestiamo, osservando con occhi stupidi".
Ne Il Maestro e Margherita di Michail Bulgakov, Woland (il diavolo) dice di essere stato sul Monte Brocken, sulla Cattedra del Diavolo, nell’anno 1571, dove conobbe una incantevole strega, che forse gli lasciò per ricordo un dolore al ginocchio, che gli durerà probabilmente altri 300 anni.

## Altre citazioni
Il gruppo heavy metal Fates Warning intitolò il suo album d'esordio Night on Brocken. La canzone che dà il titolo all'album parla del Sabba della Notte di Walpurgis. Il titolo del secondo album del gruppo, The Spectre Within, probabilmente si ispira allo Spettro di Brocken, ma il contenuto non vi allude direttamente.
La canzone "Born in a Burial Gown" dei Cradle of Filth (dall'album Bitter Suites to Succubi), contiene un'ovvia allusione al Brocken come luogo di raduno delle streghe.
"Walpurgis sauntered in the skies", seguito più avanti da "Then at once as Brocken's peak tried once concealing hell..."
I Black Sabbath scrissero una canzone intitolata Walpurgis, che parlava di streghe che si riunivano per compiere rituali pagani. Successivamente il testo venne cambiato, e il titolo della canzone divenne "War Pigs". Il testo di "War Pigs" parla dei generali in guerra, e delle loro nefandezze. Un esempio della canzone originale si può trovare nell'album The Ozzman Cometh di Ozzy Osbourne.

## Trasporti
La vetta è raggiungibile con la ferrovia del Brocken, una linea turistica a scartamento ridotto gestita dalla compagnia Harzer Schmalspurbahnen (HSB).